# Eric Saarinen
Eric Saarinen (* 26. Juni 1942 in Detroit; † 21. Dezember 2024 in Troy, Michigan) war ein US-amerikanischer Kameramann.

## Leben und Wirken
Der Sohn des berühmten finnischen Architekten Eero Saarinen und der Bildhauerin Lilian Swann Saarinen erhielt eine Ausbildung in Malerei und graphischem Design. An der UCLA ließ sich Saarinen in allen filmischen Belangen ausbilden. In dieser Zeit, am 5. Juni 1968, erlebte er im Ambassador Hotel von Los Angeles mit laufender Kamera die Ermordung von Robert F. Kennedy. Diese Bilder gingen um die Welt. 1969 machte Saarinen seinen Abschluss und wechselte noch Ende desselben Jahres zum Kinofilm.
Bereits seine erste Aufgabe als einfacher Kameramann führte ihn zu einer der legendärsten Dokumentationen der Pop-Rock-Geschichte: Saarinen filmte am 6. Dezember 1969 mit einer Reihe von Kollegen für den Film Gimme Shelter die Rolling Stones während eines Konzertes auf dem Altamont Speedway. Die organisatorischen Abläufe hatte Saarinen in chaotischer Erinnerung: „If everything was perfect at Woodstock, Altamont was the upsidedown underbelly of nature.“ Auch die Tötung des unter Einfluss von Drogen stehenden Jugendlichen Meredith Hunter während des Konzertes wurde von Saarinen mit der Kamera festgehalten.
In der Folgezeit arbeitete Saarinen mal als einfacher Kameramann, mal als Chefkameramann. Er fotografierte ebenso Dokumentar- wie Spielfilme. Dabei handelte es sich zumeist um flott gemachte Billigproduktionen mit dem Charme des Primitiven, die sich oft durch ein hohes Tempo auszeichneten. Die wohl bekannteste Spielfilmarbeit in Saarinens kurzer Kinokarriere wurde 1977 Wes Cravens Horrorfilm Hügel der blutigen Augen. Im selben Jahr entstand auch das gefühlige Sängerin-Melodram Stern meines Lebens. Weitere bekannte Arbeiten Saarinens sind die drei ersten Inszenierungen des Komikers und Regisseurs Albert Brooks.
Mitte der 80er Jahre wandte sich Saarinen von Hollywood und dem Spielfilm ab und zur Werbung hin. Dort arbeitete er als Regisseur wie als Kameramann. Später wurde Saarinen Partner in der Firma Plum Productions in Santa Monica. In dieser Funktion betreute er Werbekampagnen für Marken wie Chevrolet, Nissan, Jeep Eagle, Fiat, Levi’s und Reebok.
Seine Schwester Susan Saarinen (* 1945) hat den Beruf des Vaters und Großvaters gewählt und arbeitet als Architektin.

## Filmografie
Als Chefkameramann
- 1971: Jimi Plays Berkeley (Dokumentarfilm)
- 1972: Fillmore (Dokumentarfilm)
- 1972: FTA (Dokumentarfilm)
- 1974: Summer School Teachers
- 1975: Eat My Dust
- 1977: Stern meines Lebens (You Light Up My Life)
- 1977: Hügel der blutigen Augen
- 1977: Starhops
- 1978: Aus dem Leben gegriffen (Real Life)
- 1979: A Great Bunch of Girls
- 1979: Headin‘ for Broadway
- 1980: Modern Romance – Muss denn Liebe Alptraum sein? (Modern Romance)
- 1982: Boxoffice
- 1982: Die goldene Robbe (The Golden Seal)
- 1983: Rooster: Spurs of Death !
- 1985: Kopfüber in Amerika (Lost in America)
- 1995: Mindripper